# Washington County, Vermont
Washington County är ett county i delstaten Vermont, USA. Det är ett av fjorton countyn i staten. Den administrativa huvudorten (county seat) är Montpelier.  År 2010 hade countyt 59 534 invånare. 

## Geografi
Enligt United States Census Bureau har countyt en total area på 1 801 km². 1 785 km² av den arean är land och 16 km² är vatten. 

### Angränsande countyn
- Lamoille County, Vermont - nord
- Caledonia County, Vermont - nordöst
- Orange County, Vermont - sydöst
- Addison County, Vermont - sydväst
- Chittenden County, Vermont - nordväst